# Amritszári mészárlás

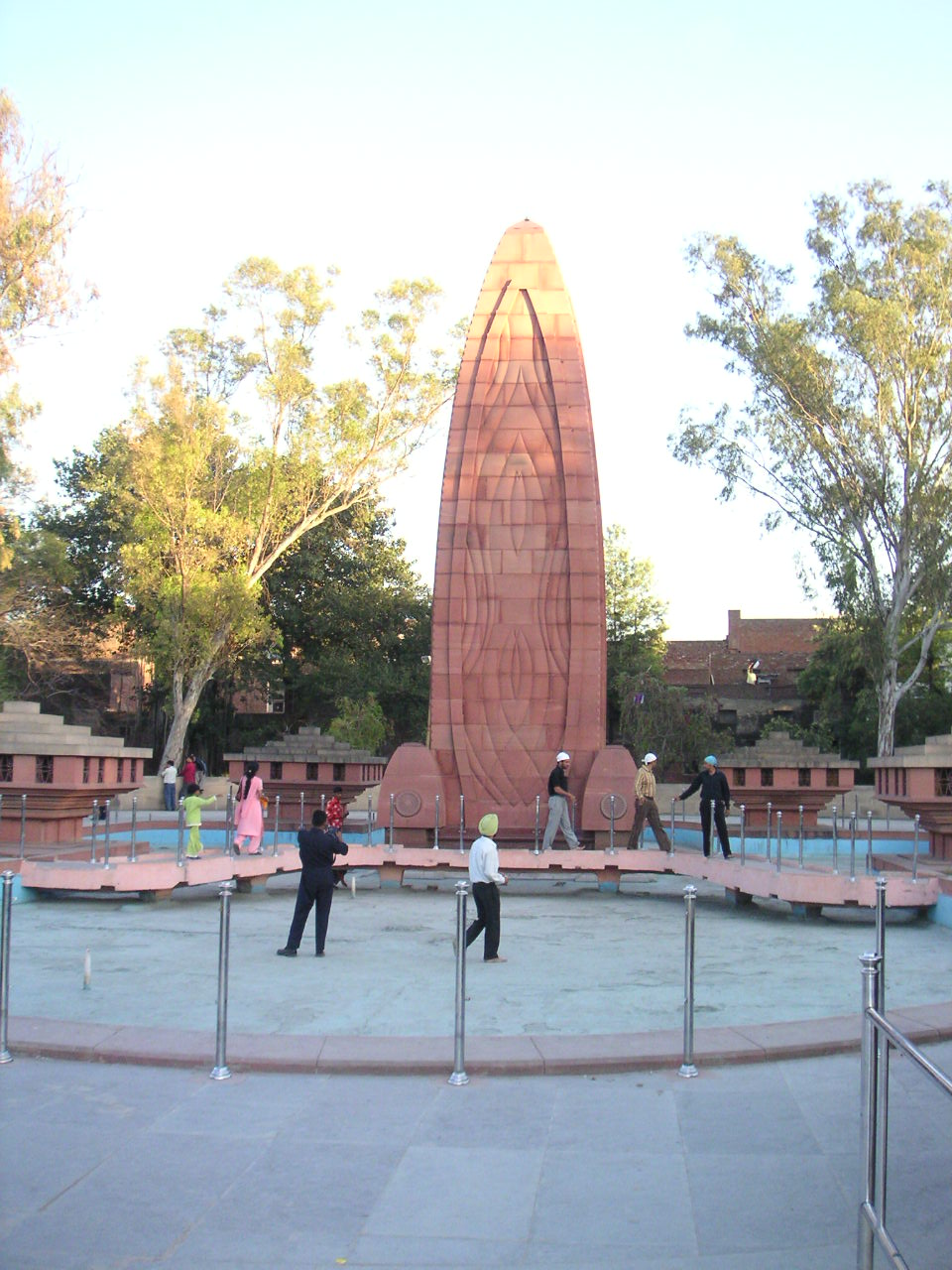
Emlékmű a Dzsallianvala Bághban, a mészárlás helyén

Az 1919. április 13-i amritszári mészárlás vagy Dzsallianvala Bágh-i mészárlás néven ismert esemény,  melynek során a brit hadsereg fegyvertelen indiai tüntetők közé lőtt, 379 tüntetőt megölve és 1200-at megsebesítve. Ezen a napon a fallal körülvett amritszári  Dzsallianvala Bágh kertjében mintegy tízezer fős  zarándoktömeg gyűlt össze a szikh ünnep, a Viszákhi (pandzsábi: ਵਿਸਾਖੀ) IPA:visākhī) fesztivál alkalmából, akikhez számos, az angol uralom ellen fellépő, az  Indiai Nemzeti Kongresszus két vezetőjének letartóztatását sérelmező tüntető is csatlakozott. A tömeg annak ellenére gyűlt össze, hogy az angolok erre a napra kijárási tilalmat rendeltek el.  Reginald Dyer dandártábornok – felkeléstől tartva – parancsba adta gurka katonáinak, hogy lőjenek a tüntetők közé. A katonák előzetes figyelmeztetés nélkül  tíz percig kézifegyverekkel, célzott lövésekkel lőtték a menekülésre képtelen, fegyvertelen  tömeget, köztük számtalan  nő, gyermek halálát okozva. Az esemény nemcsak az indiai, hanem a brit közvéleményt is megdöbbentette, egyúttal  közvetlen kiváltó oka volt Mahátma Gandhi passzív ellenállást hirdető mozgalmának és jelentős szerepet játszott  India függetlenségi küzdelmeinek kibontakozásában.

## Előzmények
Az első világháborúban több mint egy millió indiai harcolt Nagy-Britannia mellett (főleg az Oszmán Birodalom ellen), akik közül mintegy hatvanezren vesztették életüket.  Miután az első világháború alatt bevezetett kényszerintézkedéseket az angolok békeidőben is fenntartották, a brit uralommal szembeni elégedetlenség a tetőfokára  hágott.  A  háború közvetlen utóhatásaként felerősödtek a függetlenségi mozgalmak, ezeket az  1919 áprilisában letartóztatott nacionalista vezetőkről terjengő hírek tovább szították.  A szikh szent város, Amritszár zavargások gócpontja lett, több európait, köztük nőket is  megöltek,  kifosztottak számos bankot és leromboltak középületeket. Reginald Dyer dandártábornok parancsnoksága alatt brit és indiai csapatokat küldtek a rend helyreállítására.  Dyer első intézkedése volt, hogy betiltott minden nyilvános találkozót, egyúttal bejelentette, hogy amennyiben megszegik a gyülekezési tilalmat,  erőszakkal fog érvényt szerezni akaratának. Urdu nyelvű kiáltványában egyenesen meg is fenyegette a lakosságot, hogy gátlás nélkül lövetni fog bárkire, sőt nyíltan kijelentette, hogy a helyiek gyerekein fogja megtorolni a városban meggyilkolt európaiak vérét.

## A mészárlás
A Viszákhi, vagy Baiszákhi az egyik legfontosabb szikh ünnep, amely megemlékszik arról a napról, amikor  Guru Gobind Szingh 1699-ben megalapította a Khalsza Panth-t. Ebből az alkalomból az emberek azzal ünnepelnek, hogy összegyűlnek, vallásos és közösségi életet élnek,  vásárokat tartanak. A Dzsallianvala Bágh-ot minden oldalról házak és épületek veszik körül, bár  volt néhány szűk átjáró a kertbe, ám ezek legtöbbjét folyamatosan zárva tartották. 
A tömeg nem vette figyelembe Dyer figyelmeztetését, nem hagyta el a kertet, így a parancsnok 65 gurkából és 25 indiai katonából (balucsi) álló egységet vezényelt a területre. Ezek közül ötven katona volt felfegyverkezve Lee Enfield .303 puskával. Dyer idevezényelt még két páncélozott autót is, amelyek géppuskákkal voltak ellátva, de a járművek a főkapun kívül megálltak,  mert nem voltak képesek áthaladni a kert szűk bejáratán. Ez a főbejárat viszonylag szélesebb, lehetőséget adott volna a tömeg menekülésére,  így tehát  páncélozott járművek őrizték.
Délután négy óra harminc perckor az egység figyelmeztetés nélkül  tüzet nyitott a csapdába szorult, pánikba esett emberekre. Tíz-tizenöt percen keresztül válogatás nélkül tüzeltek mindenkire, mintegy 1650 lőszert felhasználva, amíg a töltény el nem fogyott. Dyer személyesen irányította a mészárlást, sőt embereinek megparancsolta, hogy a lövéseket azokra a helyekre irányítsák, ahol emberek feltorlódtak. Azoknak a katonáknak is szigorú parancsot adott, hogy a tömegre kell lőni, akik inkább a levegőbe próbáltak tüzelni.
A tüzelés  során – a hivatalos verzió szerint – 379 halálos lövést adtak le, és mintegy ezerötszázan megsebesültek. Sokan akkor haltak meg, amikor a golyók elől menekülve az udvaron álló mély kútba vetették magukat. A pánik következtében szintén sokakat tapostak agyon a menekülők. A függetlenség elnyerése után felállított emlékmű felirata szerint ebből a kútból másnap 120 halottat emeltek ki. Dyer ezután visszavonta az embereit, anélkül, hogy az udvaron a sebesültek megmentésére kísérletet tett volna. Ezt a falon kívül rekedt lakosság sem tehette meg, ugyanis a kijárási tilalom még érvényben volt, ezért az éjszaka folyamán még többen meghaltak. Az áldozatok között mindenféle korú és nemű személy akadt. A legfiatalabb halott, akit a helyszínen azonosítottak, egy hathetes csecsemő volt. Dyer végig közönyösen viseltetett az áldozatok iránt és nem adott ki semmilyen parancsot arra, hogy a még élő sérülteket esetleg orvosi segítségben részesítsék.
A lövések okozta halálesetek száma  vitatott. Bár a hivatalos adat (az angol vizsgálat szerint)  379 halálesetet említ, magát a vizsgálati módszert ezek felderítésére több kritika érte. 1919 júniusában,  három hónappal a mészárlás után az angol elöljáróság felkérte a város lakosságát, hogy maguk jelentsék be a mészárlás során elhunyt hozzátartozójukat, ám ez a szám sem pontos, hiszen sokan az áldozatok közül nem helyi lakosok voltak.

## Utóélete
Dyer tettét Pandzsáb kormányzója Sir Michael O’Dwyer helyesnek ítélte, sőt dicsérte. O’Dwyer később tiszteletbeli szikhnek avattatta magát, amit az Aranytemplom vénei nem is tagadtak meg tőle, pusztán azt a feltételt kötötték ki, hogy megnöveszti a szakállát és évi egy szál cigarettára csökkenti a dohányzást. 
A mészárlás híre hamar elterjedt Indiában, ahol széles körű felháborodást keltett. Jól példázza ezt, hogy  Rabindranáth Tagore lemondott brit lovagi címéről. A főkormányzóhoz írott levelében ezt írta: „Eljött az idő, amikor a becsület jelvényei szégyent hoznak ránk, ragyognak a megalázottság nem hozzáillő kontextusában…”. Zavargások törtek ki Pandzsábban és a kormánynak statárium alá kellett helyezni öt kerületet is a régióban.
A  részleteket  Nagy-Britanniában csak 1919 decemberében ismerte meg a közvélemény. Winston Churchill a brit parlament alsóházában elítélte Dyer cselekedetét, mint fogalmazott: „…ez egy rendkívüli esemény, egy szörnyű esemény, egy olyan esemény, ami egyedülálló és vészjósló elszigetelésben áll (a történelemben).”
A politikailag érdekelt Indiai Nemzeti Kongresszus létrehozott egy saját vizsgálóbizottságot, ami a sebesültek számát 1500-ra, a halottakét mintegy ezer főre tette. 
Angliában egy bizottságot neveztek ki az események kivizsgálására és feltárására, amit Lord Hunter, egy skót bíró vezetett. Kezdetben úgy tűnt, hogy Dyer megvédi magát a bizottság előtt, de az erkölcsileg elítélte, és kényszerítette, hogy leköszönjön az indiai hadseregben viselt beosztásáról. A Lordok Háza viszont dicséretben részesítette, s a tagok közül nem egy ki is fejtette faji nézeteit az indiaiakkal szemben (Dyer maga is rendkívül előítéletes volt a gyarmatok bennszülött lakosaival szemben). Erőteljes vita alakult ki azok között, akik egyetértettek a Hunter-bizottság ítéletével, és azok között, akik azt gondolták, hogy Dyer járt el hatékonyan, hogy  megakadályozza egy újabb  indiai lázadás (→Szipojlázadás) kitörését. A Dyert dicsérők között volt maga Rudyard Kipling is, aki szerint a tábornok tettével Indiát „mentette meg.” Az író még pénzalapot is létrehozott az addigra már amritszári mészárosnak elkeresztelt Dyer támogatására (más vélemények szerint nem Kipling, hanem a Morning Post című lap indította az alapot). A Dyer mellett kiállók több esetben ragadtatták el magukat rasszista kijelentésre, kiemelve az indiaiak visszamaradottságát és az angolok természetszerű jogát az ilyen népek uralására. Akik Dyer tömegmészárlása ellen szólaltak fel emberiség elleni bűnként, közönséges gaztettként, barbárságként hivatkoztak az eseményre, amelynek egyértelmű célja megalázni és rettegésben tartani Indiát.
Churchill fegyelmi eljárást javasolt Dyer ellen, de ehelyett a dandártábornokot mindössze lemondatták és büntetlenül távozhatott a haderő kötelékéből nyugdíjasként, aki számára létrehozott alapból a „mészárlásért” akkori mértékkel óriási, mintegy 26 ezer font juttatásban részesült (ebből 50 font származott Kiplingtől). A mészárlás túlélői és az áldozatok családtagjai sohasem kaptak semmilyen kártérítést.
Az epizód megrontotta a brit és az indiai politikusok közötti kapcsolatokat évekig, de segített, hogy összegyűjtse az új politikai erőket amelyek támogatják Gandhi erőszakmentes ellenállás fémjelezte politikáját.
Dyer hosszas betegeskedés után Angliában halt meg 1927-ben. Sir Michael O’Dwyert 1940-ben Londonban meggyilkolta egy szikh forradalmár, Udham Szingh, aki a mészárlás során  maga is megsérült Amritszárban. Udham Szinget felakasztották. Gandhi elítélte a merényletet, mint értelmetlen cselekedetet, de a merénylőt szikh körökben ma is hősnek, mártírnak tartják.
Dyer a későbbiekben nagyon ellentmondásosan nyilatkozott a mészárlásról és az abban betöltött szerepéről. Olyasmiket állított, hogy felsőbb utasításra cselekedett, vagy épp ama belátás vezette, hogy Indiának meg kell maradnia a maga elmaradottságában, felesleges átvennie olyan nyugati dolgokat, mint a szólásszabadság, s észszerűbb, ha angol uralom alatt áll. Máskor viszont azt mondta, hogy mégsem kellett volna a tömegbe lövetnie, sőt szükségtelen volt, hisz a tömeg egyáltalán nem mutatkozott ellenségesnek. Az eseményeket és a mészárlást kutató brit szerző Nigel Collett Dyer élete utolsó éveiben egyfolytában igazolást próbált találni a tettére, sőt önmagát is győzködte, de végül ebbe beleőrült. Collett arra is kitér, hogy Dyernek már az amritszári eseményeket megelőzően mentális és egészségi problémái akadtak, amit túlzásba vitt munkatempó és rendmánia generáltak benne. Ilyen állapotban felmerült az is, hogy Dyer szellemileg korlátozva volt a helyes döntés meghozatalában, s nem is mérte fel a következményeket.

## Emlékezete
A kert ma már nemzeti zarándokhely. Nem sokkal a tragikus események után egy bizottság alakult, Pandit Madan Mohán Malávija elnökletével, hogy méltó emlékművet állítson a mártírok emlékére. A kertet 1920. augusztus 1-jén a bizottság már megvásárolta, de a tényleges építkezésre a függetlenség kikiáltásáig (1947-ig) várni kellett. Az emlékművet a Szabadság Lángjának nevezték el, és az Indiai Köztársaság első elnöke, dr. Rajendra Prasad avatta fel 1961. április 13-án. Az emlékmű 30 láb magas pilon, egy négyoldalú kúpos vörös kő áll egy sekély tartály közepén, közepén az indiai szimbólum, Asóka csakrája áll. A pilon mind a négy oldalán a következő felirat olvasható hindi, pandzsábi, urdu és angol nyelven: „Az 1919 április 13-i vértanúk emlékére”. 
A mészárlást az 1982-es, Richard Attenborough rendezte Gandhi című Oscar-díjas film is megörökítette.